# Золоте порося
Золотий порося — чеський різдвяний забобон, який виник у Середньовіччі. За ним золоте порося — це бачення, обіцяне на безперервний передріздвяний піст. За повір'ям, хто не їсть м'яса цілий день до Святвечора, той побачить золоту свиню. Тому протягом дня зазвичай подають страви без м'яса, такі як старочеська куба.

## Історія
В індоєвропейських релігіях свиня, як правило, присвячена сонцю і пов'язана з його народженням, прикладом є римський Сатурн, який під час Сатурналій мав прибути на колісниці, запряженій свинею із золотою щетиною. Золота свиня є священною твариною Дажбога Сварожича. Фрейя також володіє золотистим кабаном Хільдісвайном.
З давніх-давен особливо віруючі постили під час Адвенту. Тривалість посту в різних церквах і єпархіях тоді була різною. Однак нехристиянські родини зазвичай також постять, піст є традиційним чеським різдвяним звичаєм незалежно від релігійної приналежності. Однак язичників, на відміну від християн, які ніколи не пов'язували піст із золотим міражем і вважали свиней іконою чогось нижчого, вигляд золотого порося приваблював на щастя. Золото означало початок відходу зими, а свиня обіцяла достаток і процвітання. Вальбурга Ваврінова у своїй Малій енциклопедії Різдва згадує, що раніше в Чехії вірили не лише в поросятко. У певні періоди його заміняли, наприклад, півень, ягня або теля. Золотий колір був постійним і головним. Відповідно до цього різдвяного марновірства, Великий піст скорочується від початкового всього Адвенту до Різдва — від опівночі до заходу сонця. Традиція — це досвід особливо для дітей, відповідно до місцевих або сімейних звичаїв, батьки часто показують постній дитині золоту скарбничку, наприклад, у вигляді дзеркального відображення на стіні.

## У рекламі
Золоте порося є темою реклами на Кофола, яка стала надзвичайно популярною в Чехії та Словаччині. У ньому отець Йозеф Полашек навчає про необхідність посту, щоб його донька побачила порося, а мила дівчинка, побачивши кабана, відповідає: Ні, не треба, я вже можу його побачити!.